# Lake Wilderness (Virginia)
Lake Wilderness è un census-designated place (CDP) degli Stati Uniti d'America, situato nello stato della Virginia, nella contea di Spotsylvania. Secondo il censimento del 2020 gli abitanti di Lake Wilderness ammontavano a 2 960.